# Marko Kranjc
Marko Kranjc, slovenski rimskokatoliški duhovnik in politik, * 11. maj, 1888, Zimica, † 11. maj, 1977, Gorica, Italija.
V Mariboru je 1911 končal bogoslovje, 1927 pa pravo v Ljubljani. Kot kaplan je bil pomočnik Korošca. Od 1921 je bil tajnik SLS v Celju. Leta 1923 je postal tajnik v okrožnem tajništvu SLS v Mariboru kot strankinem izvršnem odboru za Štajersko; obenem je bil tudi tajnik okrajnega tajništva SLS v Celju. V letih 1927–1929 je bil član oblastnega odbora mariborske oblastne skupščine. V času šestojanuarske diktature je bil zaprt oz. interniran. Leta 1935 je postal tajnik JRZ v Mariboru in predsednik okrajnega odbora JRZ za Maribor – desni breg.
Aprila 1941 se je umaknil v Ljubljano, postal član Narodnega sveta, sodeloval pri organiziranju Slovenske legije in spomladi 1942 pri ustanovitvi Slovenske zaveze. Po Natlačenovi smrti je bil poslovodeči predsednik izvršnega odbora SLS. Spomladi 1944 so ga nemške oblasti zaprle, po izpustitvi pa je živel v ilegali. Postal je član Narodnega odbora za Slovenijo. Po vojni je deloval kot duhovnik in član Narodnega odbora v Rimu.